# Johnny, a jóarcú
Johnny, a jóarcú (Johnny Handsome) Walter Hill 1989-ben bemutatott film-drámája. A forgatókönyvet John Godey novellája alapján Ken Friedman írta. A film John Sedleyről szól, aki nyomorékként született. A betegsége miatt az emberek kiközösítik, ezért bűnöznie kell. Érmeboltot akarnak kirabolni a társaival, de ők elárulják és így a ravasz Drones hadnagy elkapja őt. A börtönbe megismerkedik Dr. Fisherrel, aki felajánlja Johnnynak, hogy műtétekkel rendbe hozza az arcát.
Johnny szerepében Mickey Rourke, a ravasz nyomozót Morgan Freeman, Dr. Fisher pedig Forest Whitaker alakítja. A film a TriStar Pictures megbízásából készült 1989-ben.

## Szereplők
| Szereplő                    | Színész            | Magyar hang       |
| --------------------------- | ------------------ | ----------------- |
| John Sedley/Johnny Mitchell | Mickey Rourke      | Jakab Csaba       |
| Donna McCarty               | Elizabeth McGovern | Kiss Erika        |
| A.Z. Drones hadnagy         | Morgan Freeman     | Reviczky Gábor    |
| Dr. Steven Fisher           | Forest Whitaker    | Harsányi Gábor    |
| Sunny Boyd                  | Ellen Barkin       | Farkasinszky Edit |
| Rafe Garrett                | Lance Henriksen    | Juhász Jácint     |
| Mikey Chalmette             | Scott Wilson       | Barbinek Péter    |
| Luke nővér                  | Yvonne Bryceland   | Szögi Arany       |